# Jukka Piekkanen
Jukka Piekkanen (* 22. November 1975 in Helsinki) ist ein ehemaliger finnischer Wasserspringer. Er startete im Kunstspringen vom 1-m- und 3-m-Brett und mit Ville Vahtola im 3-m-Synchronspringen. Piekkanen gewann eine Bronzemedaille bei Europameisterschaften und nahm an zwei Olympischen Spielen teil.
Piekkanen nahm 1995 in Wien erstmals an einer Europameisterschaft teil, vom 3-m-Brett erreichte er Rang 16. Zwei Jahre später erreichte er bei der Europameisterschaft in Sevilla bereits das Finale und wurde Achter. Im Jahr 1998 startete Piekkanen in Perth auch erstmals bei einer Weltmeisterschaft, er schied jedoch vom 1-m- und 3-m-Brett jeweils im Vorkampf aus. Bei der Europameisterschaft 1999 in Istanbul errang Piekkanen seine erste und einzige Medaille bei einer großen Meisterschaft, vom 3-m-Brett gewann er Bronze. Er nahm an den Olympischen Spielen 2000 in Sydney teil, schied vom 3-m-Brett jedoch im Vorkampf aus. Danach blieben Finalplätze bei den Saisonhöhepunkten zunächst aus. Erst bei der Europameisterschaft 2004 in Madrid erreichte er vom 3-m-Brett wieder ein Finale und wurde Elfter. Im 3-m-Synchronspringen sprang er zudem mit Vahtola bei der Weltmeisterschaft 2003 in Barcelona auf Rang 17 und bei der EM 2004 auf Rang sieben. Im Jahr 2004 startete Piekkanen in Athen letztmals bei den Olympischen Spielen und schied vom 3-m-Brett erneut im Vorkampf aus.
Piekkanen beendete seine aktive Karriere nach der Europameisterschaft 2006 in Budapest, wo er abschließend Zwölfter vom 3-m-Brett wurde.